# NGC 2709
NGC 2709 في الفهرس العام الجديد، هي مجرة، تقع في كوكبة الشجاع. اكتشفت في 27 يناير 1852 بواسطة ويليام بارسونز.

## روابط خارجية
- NGC 2709 على موقع ويكي سكاي: DSS2, SDSS, GALEX, IRAS, Hydrogen α, X-Ray, Astrophoto, Sky Map, Articles and images